# Nedocromilo
El nedocromilo sódico es un medicamento considerado como estabilizador de los mastocitos que actúan para prevenir las sibilancias, falta de aire, y otros problemas respiratorios causados por el asma. Es administrado por un inhalador con la marca Tilade (aunque sus efectos en este formulario son mucho menores que los del albuterol u otros conocidos inhaladoresde medicamentos) y como un colirio bajo la marca Alocril. Las preparaciones líquidas están disponibles en el Reino Unido bajo el nombre Rapitil para el uso para las reacciones oculares alérgicas.
El nedocromilo está clasificado como una cromona. Nedocromil actúa como un estabilizador de los mastocitos , inhibe la desgranulación de los mastocitos, impide la liberación de histamina y triptasa, por lo que previene la síntesis de prostaglandinas y leucotrienos. En EE. UU. la producción de nedocromilo inhalado cesó en abril de 2008.